# 元中都博物馆
元中都博物馆，国家二级博物馆，是位于中华人民共和国河北省张家口市张北县以元中都为核心的考古遗址博物馆，是中国首个蒙元历史专题博物馆，也是中国首个展示单一朝代历史的博物馆。元中都博物馆于2012年开馆，建筑面积9200平方米，展厅面积4700平方米。
元中都博物馆的基本陈列为《一座中都城 半部元朝史》，馆藏2739件（套）文物，其中149件（套）为珍贵文物。从元中都遗址出土的螭首、六六幻方、行什可被视为镇馆之宝。元中都博物馆与南开大学、中央财经大学、河北师范大学联合建立有蒙元文化研究中心、蒙汉文化研究中心、草原文化研究中心。

## 元中都遗址
元大德十一年（1307年）六月初二，刚刚即位元武宗颁布诏书，要在旺兀察都建立中都。元中都历经一年零一月后，主体工程完工。不过此后依然修建有宫城角楼、城墙等建筑。至大四年（1311年），元武宗逝世，元中都的建设陷入停滞。此时，元中都三重城垣已建成，宫城大殿和南门、城内道路等设施及主要建筑基址已完成，可接待皇帝驻跸。至少有泰定帝等三位皇帝先后于至治三年（1323年）、泰定三年（1326年）、天历二年（1329年）至元中都狩猎或做法事。不过到了至正十二年（1352年），元中都基本损毁。此后，元中都淡出历史记载。
明清时期开始，该遗址有沙城、白城子的称呼。清乾隆以后，该遗址多被认为是辽代北羊城遗址。此种说法一直延续到1986年该遗址被列为张北县文物保护单位之时。不过，张北县地名办公室尹自先自1980年代开始质疑白城子是北羊城的论述。1993年，河北省人民政府将其视为“元中都”，列为河北省文物保护单位。1997年，河北省文物局等单位达成白城子文化遗址即元中都的共识。从1998年到2024年，元中都遗址经历过四次大规模考古发掘。1999年，元中都遗址被列入全国十大考古新发现。2001年，元中都遗址被中华人民共和国国务院列入第五批全国重点文物保护单位。2018年，元中都国家考古遗址公园挂牌成立。
元中都遗址坐北朝南，整座城平面大致呈“回”字形，由廓城（外城）、皇城、宫城相套而成。其中廓城（外城）平面呈方形，四边长约2.9千米，城内分布20处建筑基址。皇城平面呈长方形，四面城墙与宫城城墙平行，其中东墙、西墙、北墙存有与宫城相结的短隔墙，城内有3处建筑基址。宫城平面呈长方形，东、西墙长600余米，南、北墙不足550米，城内32座建筑基址，其中以大殿规模最大。

## 建馆历史
2009年以前，张北县并没有全面开展对元中都的开发、宣传等工作。2009年，张北县提出“全方位打造‘元中都’文化品牌”。于是，中国共产党张北县委员会、张北县人民政府决定投资8千万元人民币建设元中都博物馆。博物馆最初选择在张北县县城中心，后改为现址。2009年9月博物馆奠基，历经超过1年的建设，2010年9月建成。元中都博物馆于2010年12月开馆。同时，元中都博物馆与南开大学、中央财经大学、河北师范大学联合成立蒙元文化研究中心、蒙汉文化研究中心、草原文化研究中心揭牌。
2011年2月，河北省第二届“博物馆陈列展精品”评选中，元中都博物馆的《一座中都城 半部元朝史》为6个陈列精品之一。2020年，中国博物馆协会公布第四批国家二级博物馆名单，元中都博物馆位列其中。

## 地理位置
元中都博物馆位于中华人民共和国河北省张家口市张北县东南角，南山路北侧、察哈尔大街东侧。博物馆距离元中都遗址15千米，距离张北县生活区2千米，位于前往坝上草原的必经之路上。

## 主要展览
元中都博物馆展厅面积3700平方米，临时展厅面积1000平方米。元中都博物馆基本陈列为《一座中都城 半部元朝史》，分为四个部分。第一部分为“国力强盛的元朝”，讲述元代历史。分为5个单元，分别是“元朝的起源”、“西征与东西文明的交流”、“迁都燕京，改国号大元”、“征服诸国，实现统一”、“元王朝的巨大成就”。第二部分为“各领风骚的元朝三都”，主要介绍元代三都，即元上都、元大都、元中都。第三部分是“中都考古，半部元朝史”，是陈列的核心部分，讲述的是元中都从营建道废弃的历史，通过考古研究重新认识并保护、管理古城等。该部分分为6个单元，分别是“元武宗皇帝海山”、“故城迷失，讹传北羊城”、“调查研究，再现元中都”、“考古精品，壮丽中都”、“一座中都城，半部元朝史”、“遗址保护，加强管理”。第四部分“张北的历史遗存”，分为2个单元，分别是“悠久的历史”和“多元的文化”。

## 重要文物
元中都博物馆收藏有2739件（套）文物，其中149件（套）珍贵文物。展出有超过500件元代文物，其中角部螭首、六六幻方、行什被《张家口日报》等媒体报道为镇馆之宝。

### 螭首
自元中都遗址宫城中心大殿出土、征集的汉白玉螭首有近80件。共有63件台沿螭首和1件角部螭首在元中都博物馆序厅展出，其中角部螭首是元代三都中现存唯一的角部螭首。角部螭方形首底座边长约0.7米，座体与螭首通长约1.5米。螭首向前出龙头和双臂，龙头上唇高翘，吻部突出，张口露齿，双臂半屈，双爪嵌入底座。台沿螭首的通长均不超过1米，各台沿螭首形态类似，均为龙首造型，头部上昂、鼻部弓起、眼球外凸、前额隆出。但各唇、吻、眼、耳等细节均不同，丰瘦也不一。因螭能吞云吐雨，石雕螭首常作为中国皇家建筑的排水口装饰。

### 六六幻方
六六幻方出土自元中都遗址宫城，是边长约15厘米的正方形青石石器，上下劈裂成两片，总厚约3厘米。幻方正面阴刻有纵横各6道方格线，侧边留有边缘。每个方格边长超2厘米，36个方格内阴刻有36个斜向的阿拉伯文数字。幻方正面相对平滑，角部残，底面有白灰。此件六六幻方是中国境内继于陕西省安西王府遗址出土的铁质六六幻方后的第二件六六幻方。幻方每行、每列、对角线的六个数字之和均为111。六六幻方原置于房基之下，用于防灾避邪。

### 行什

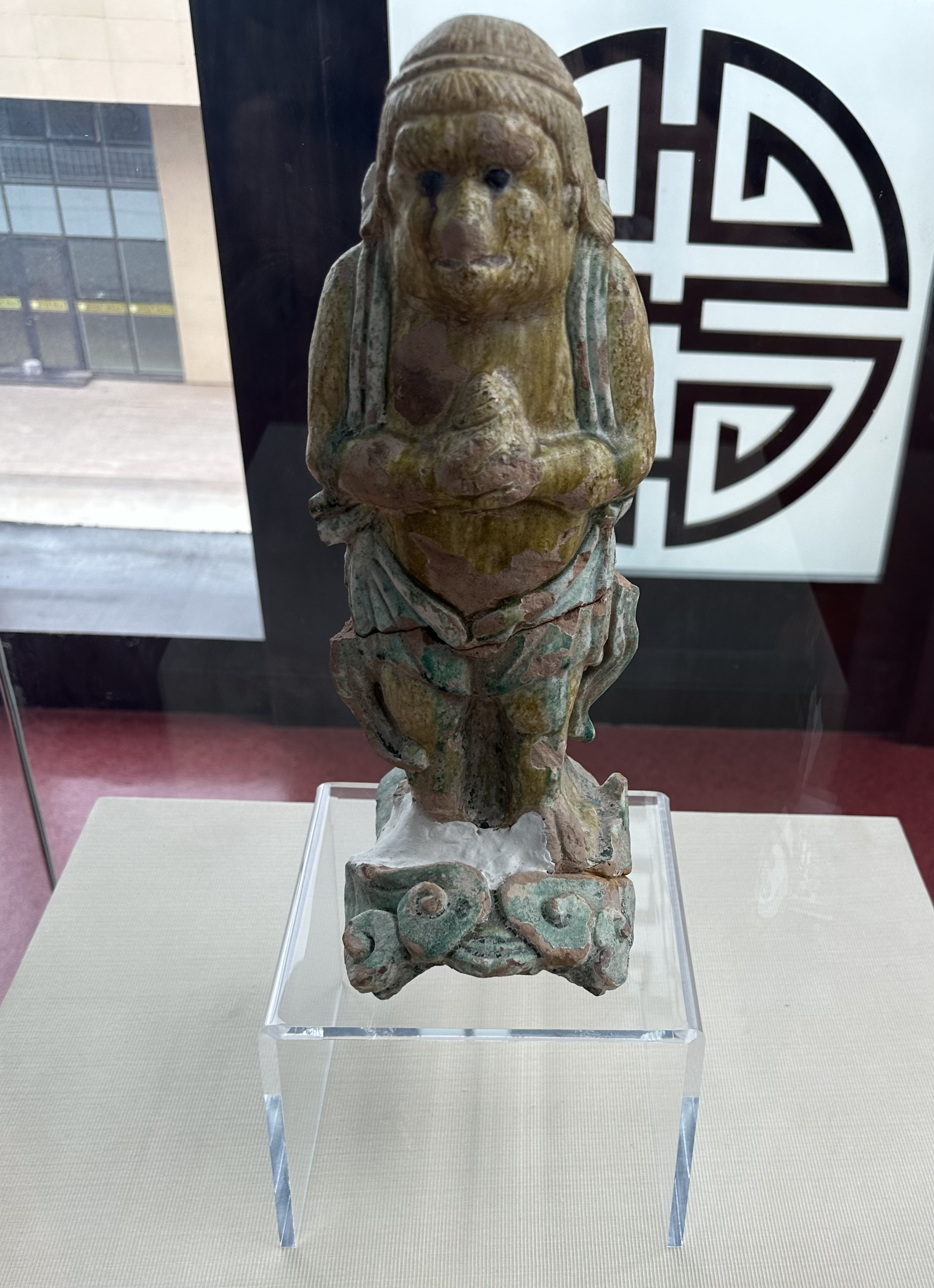
元中都博物馆展出的行什

行什是中国皇家建筑走兽中第十件，也因此得名，现存建筑中唯故宫太和殿的中存行什。出土自元中都遗址的行什共有5件，都出土于宫城的西南角台。形制基本相同，唯底座贴塑的云朵大小不同。材质均为泥质红陶，内含白色砂粒。其中保存较为完整的残高34厘米，行什以站立人形的雕塑为主，面容像猴，长发披肩，头存束带，袒胸露腹，披有披巾，手持螺旋状物，背部有断翅痕，腿部裸露。行什底座为弧形。

## 建筑设计

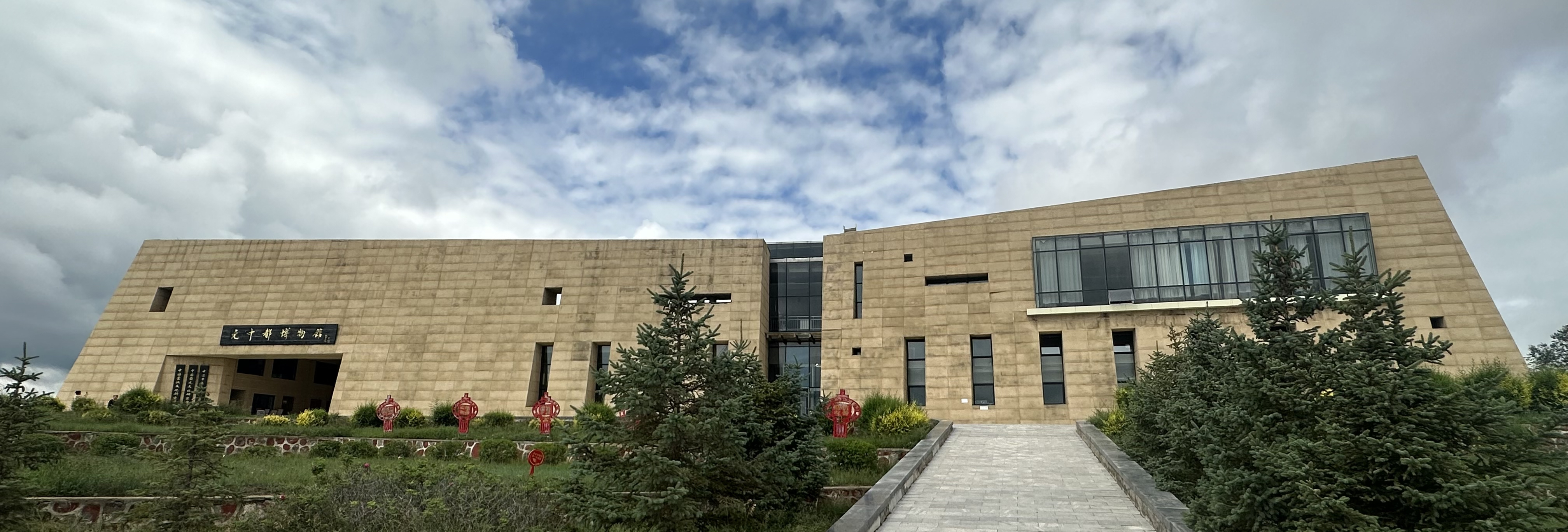
元中都博物馆建筑

元中都博物馆总建筑面积9200平方米，除展厅外还有面积2000平方米的科研办公场所，建筑地下一层，地上两层。
建筑主基调为“墟之记忆”，建筑外墙采用人造石，色彩选择与元中都遗址残垣近似的颜色。因元中都遗址主要遗存之一为城墙，所以在设计时将主体建筑和室外展廊合围成如城墙的外轮廓。同时，遗址城门已仅剩垛口，所以设计入口时则未设计突出的主入口，而是像垛口似的裂口、洞口式入口。博物馆建筑设计时还考虑到遗址倾斜、存有残洞等残墙意象。所以元中都博物馆建筑既有倾斜的几何化墙体，墙体上也散布着大小不一、用于采光的窗口。核心建筑空间为和元中都遗址类似的“回”字形结构格局，以内院、序厅为中心，其他部分环绕四周，由玻璃几何体块构成主要造型。建筑南侧为观景平台和预留空间，其余三侧为展厅和临时展厅。临时展厅既有单独的出入口和门厅，也与序厅相连。各展厅之间以廊桥、过厅、楼梯等过渡。两层的展厅层高6米或6米有余，办公区域则有夹层。

## 图库

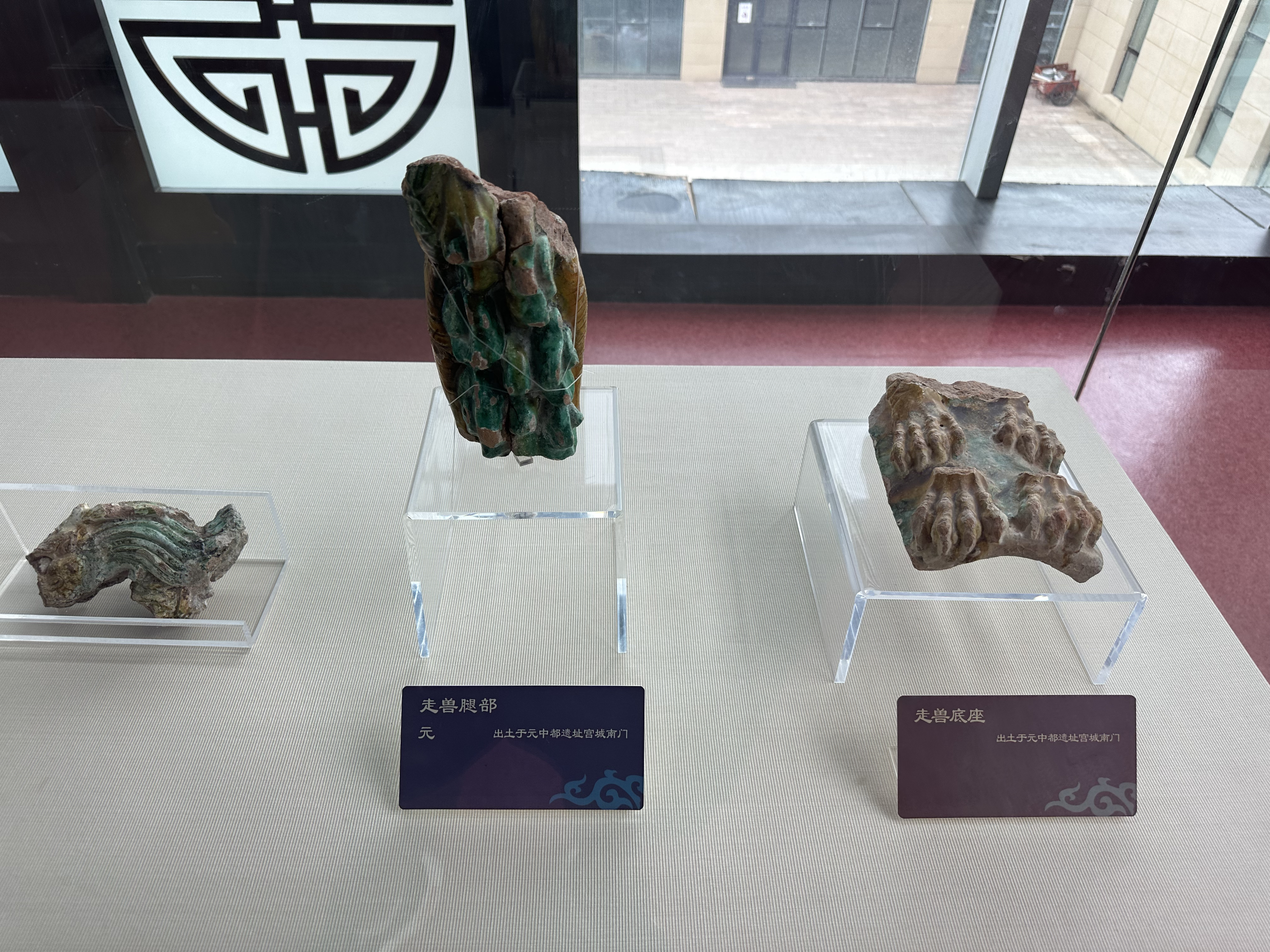
元中都博物馆展出的部分走兽残件
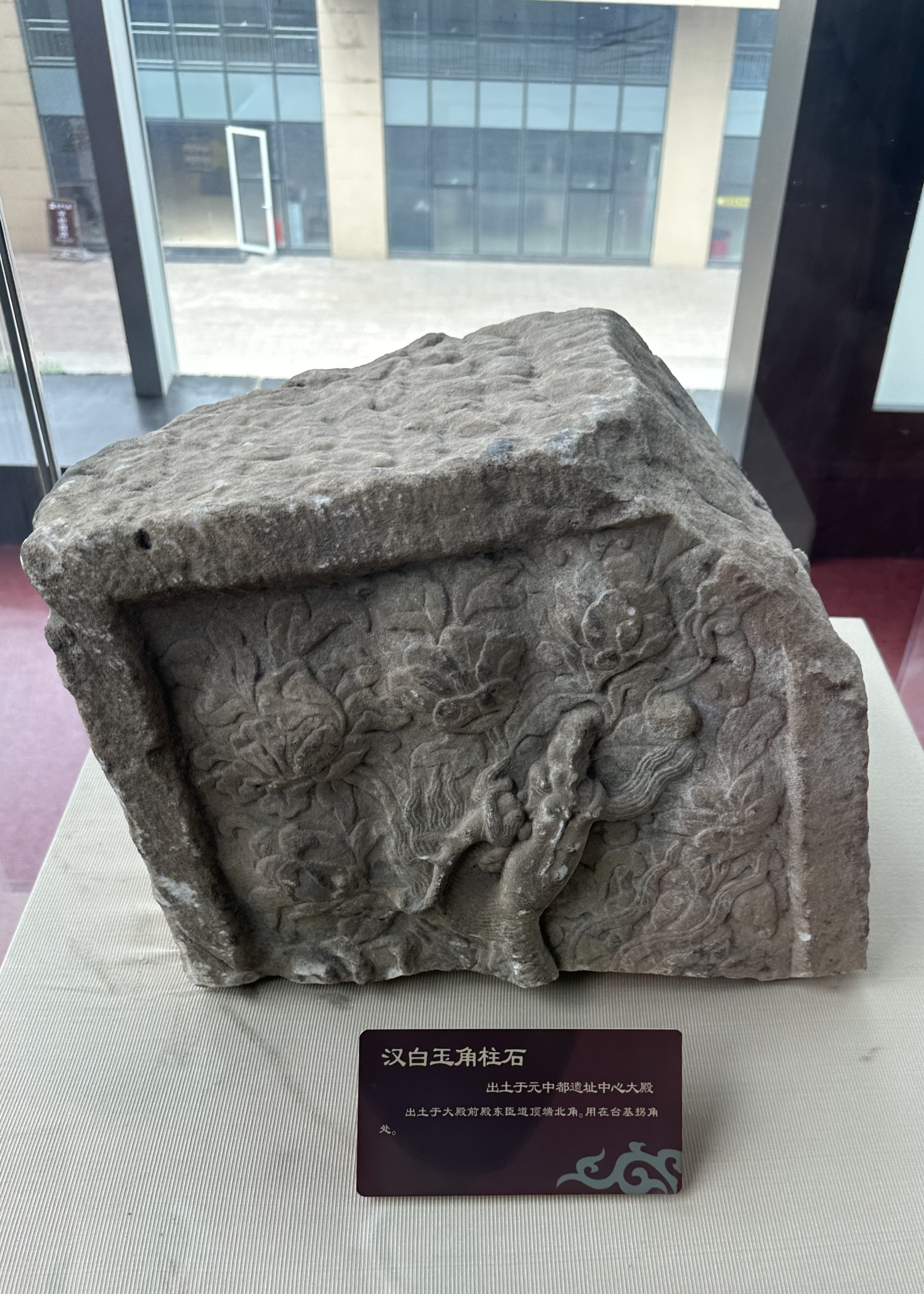
元中都博物馆展出的汉白玉角柱石
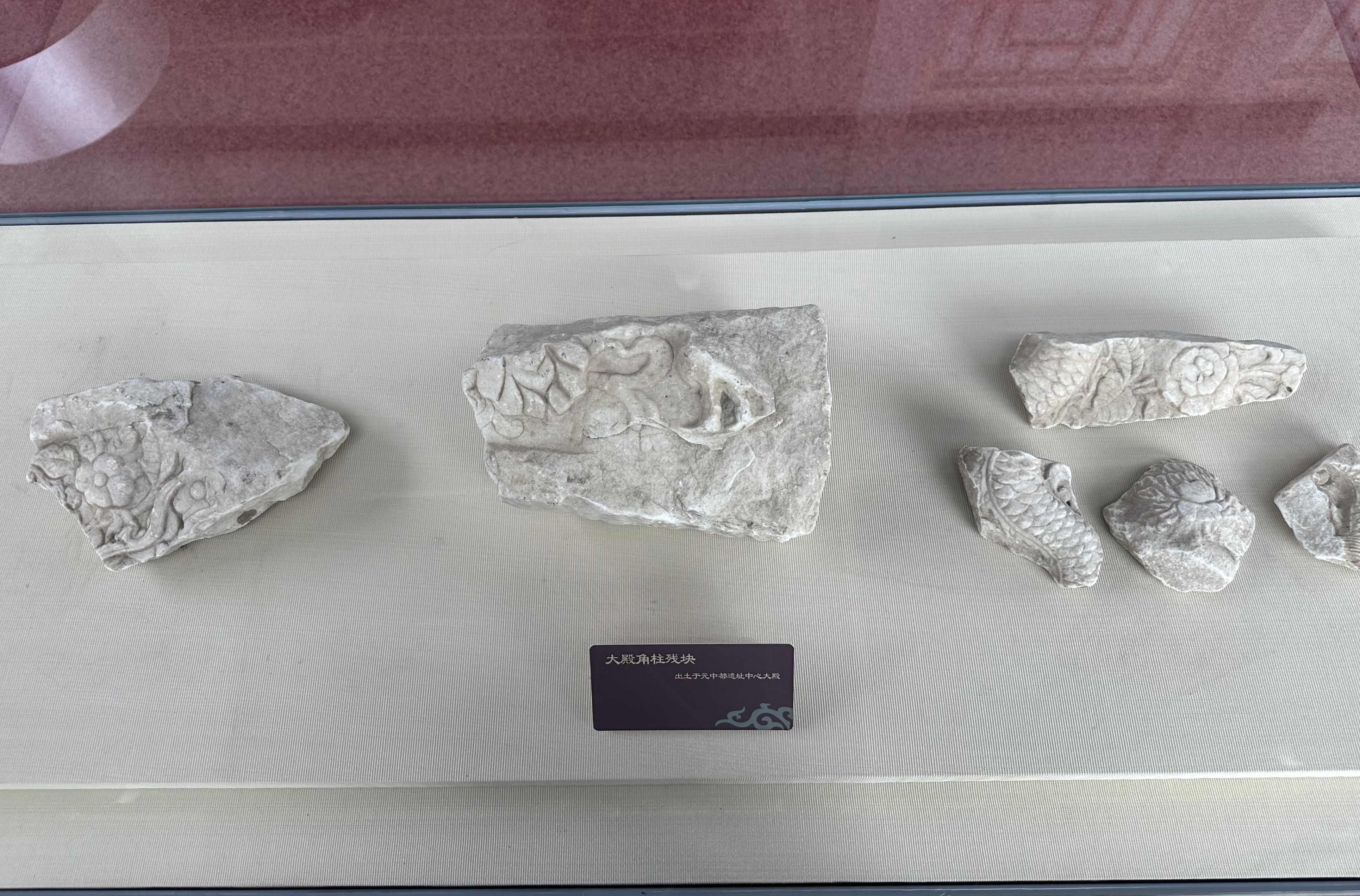
元中都博物馆展出的角柱残块
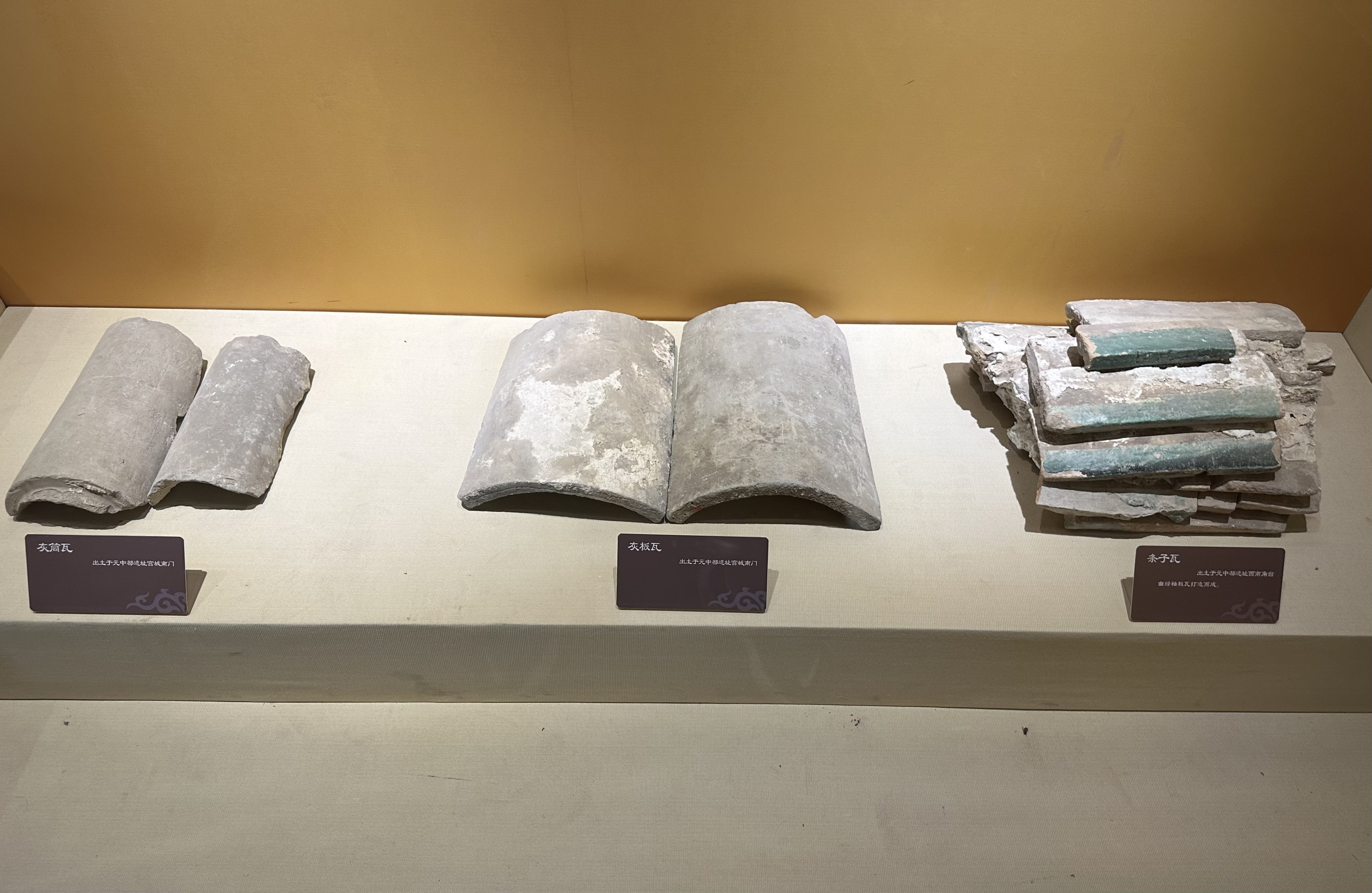
元中都博物馆展出的多种瓦片
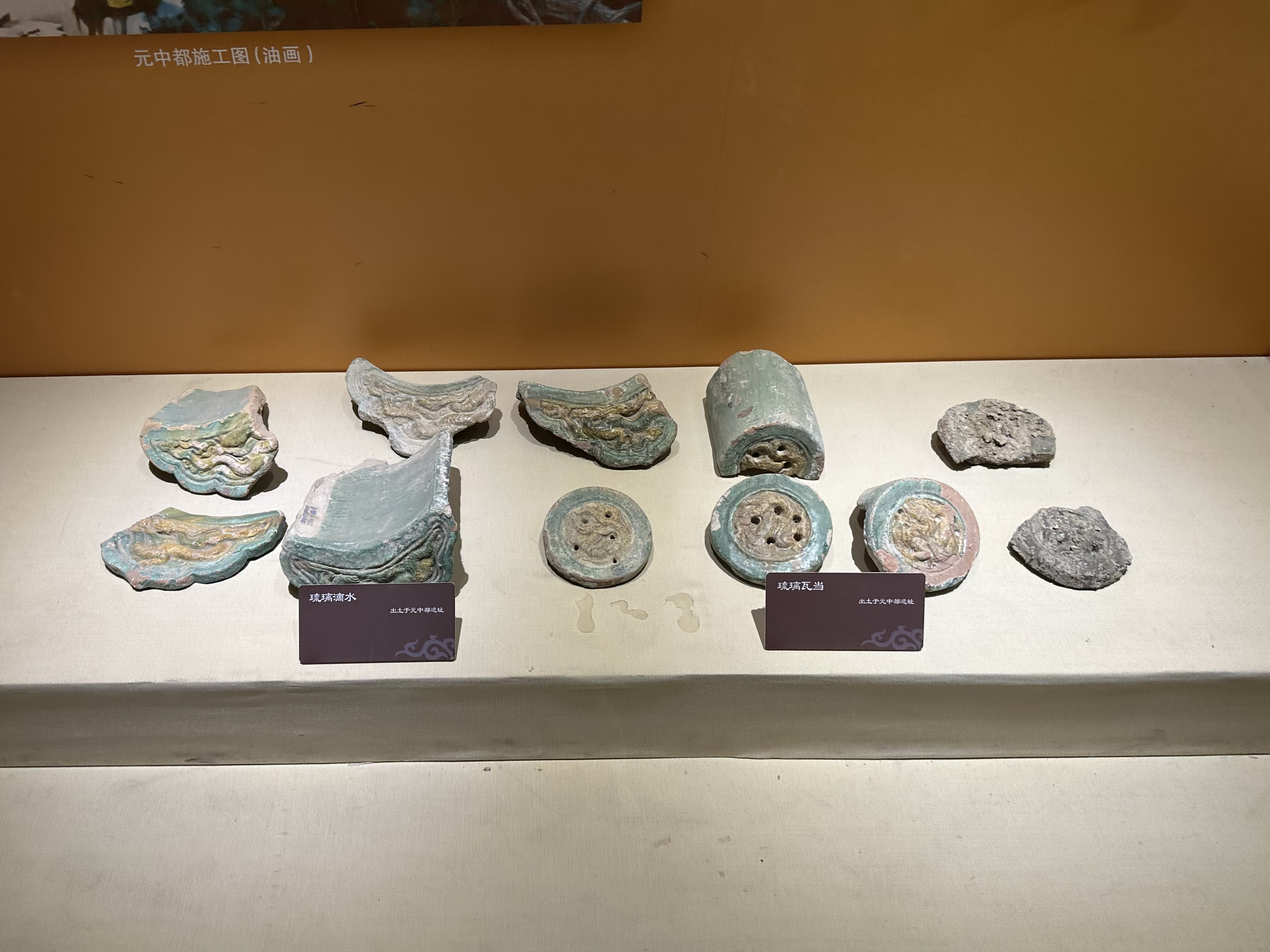
元中都博物馆展出的部分滴水和瓦当
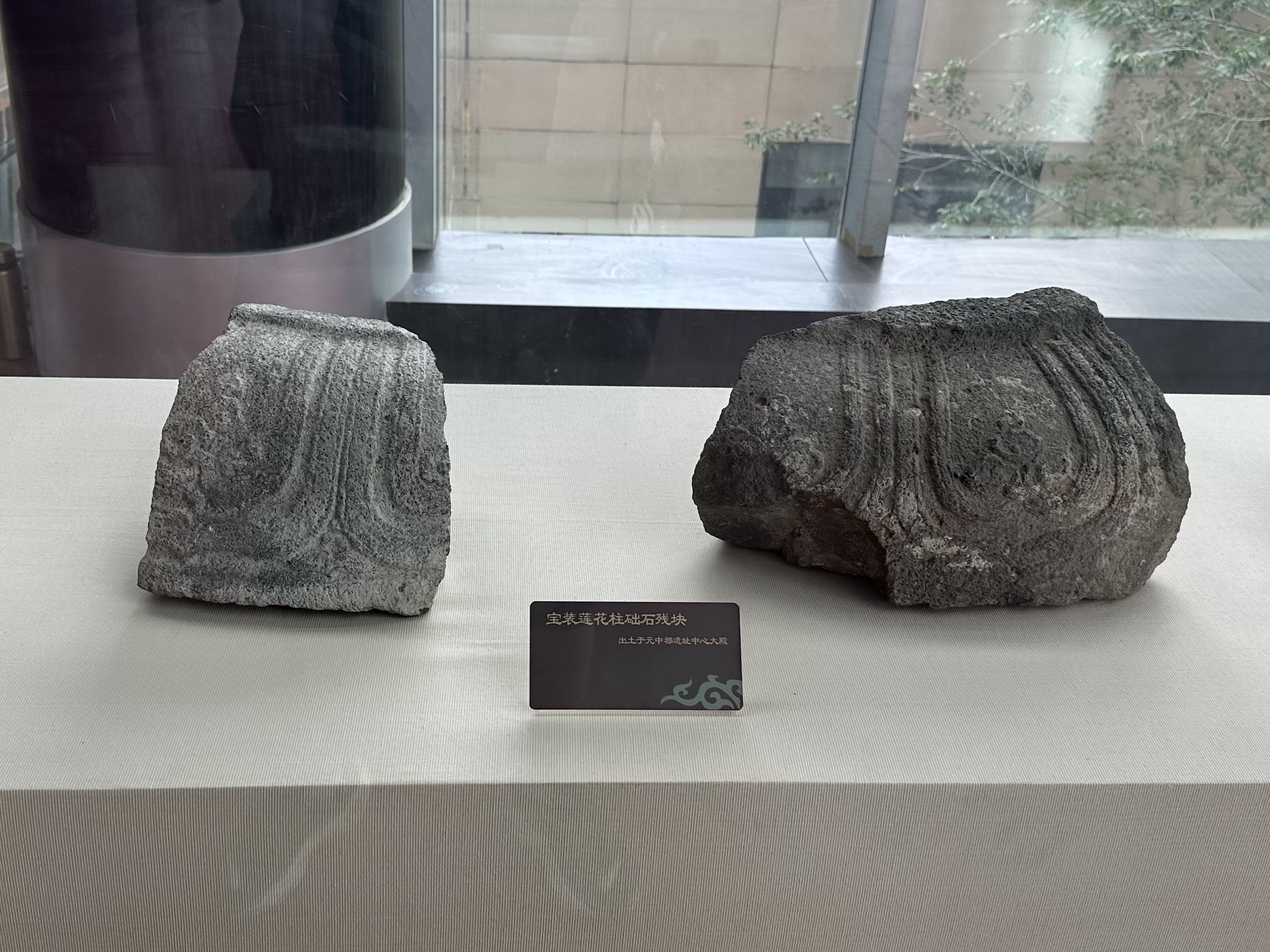
元中都博物馆展出的柱础残块
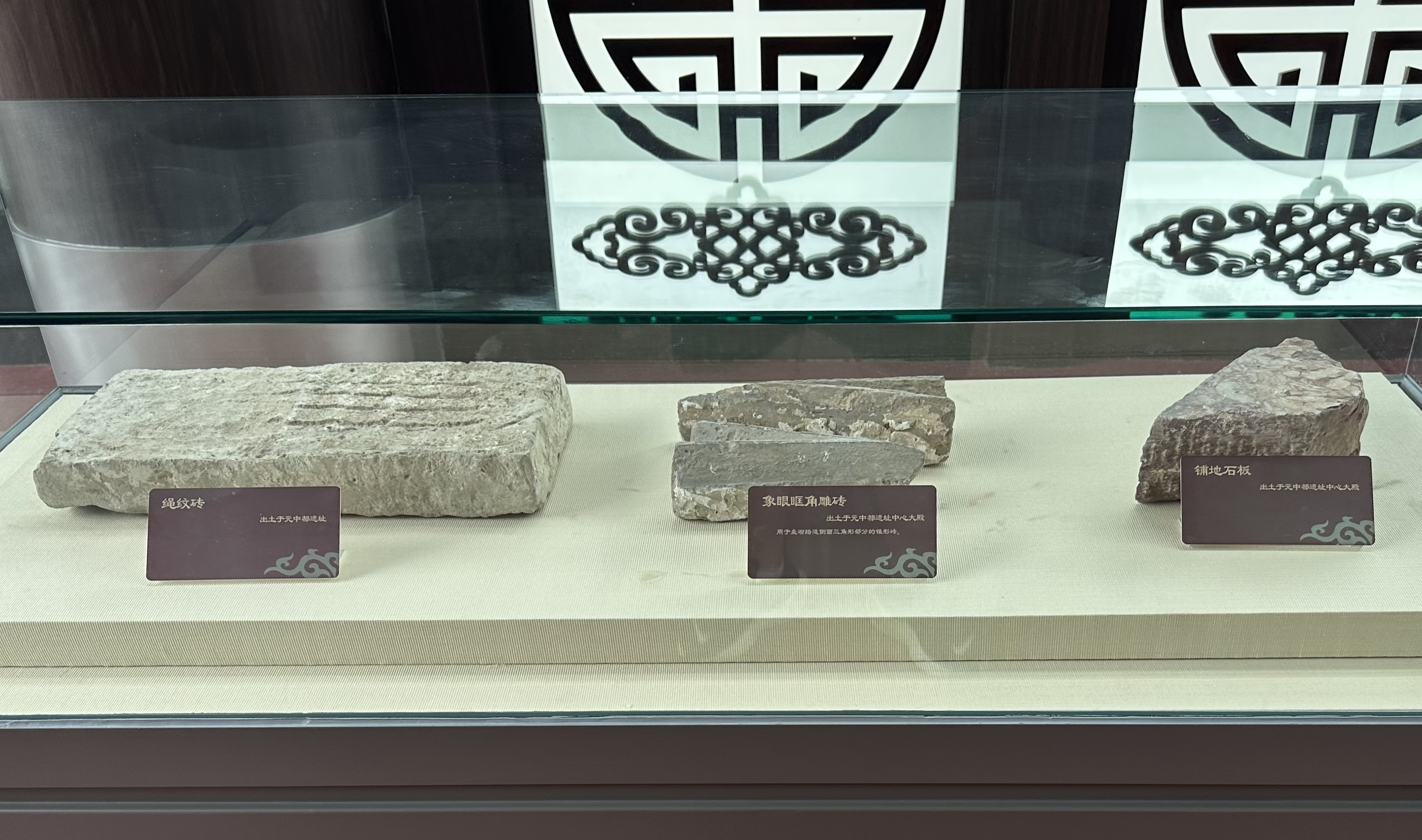
元中都博物馆展出的砖与石板
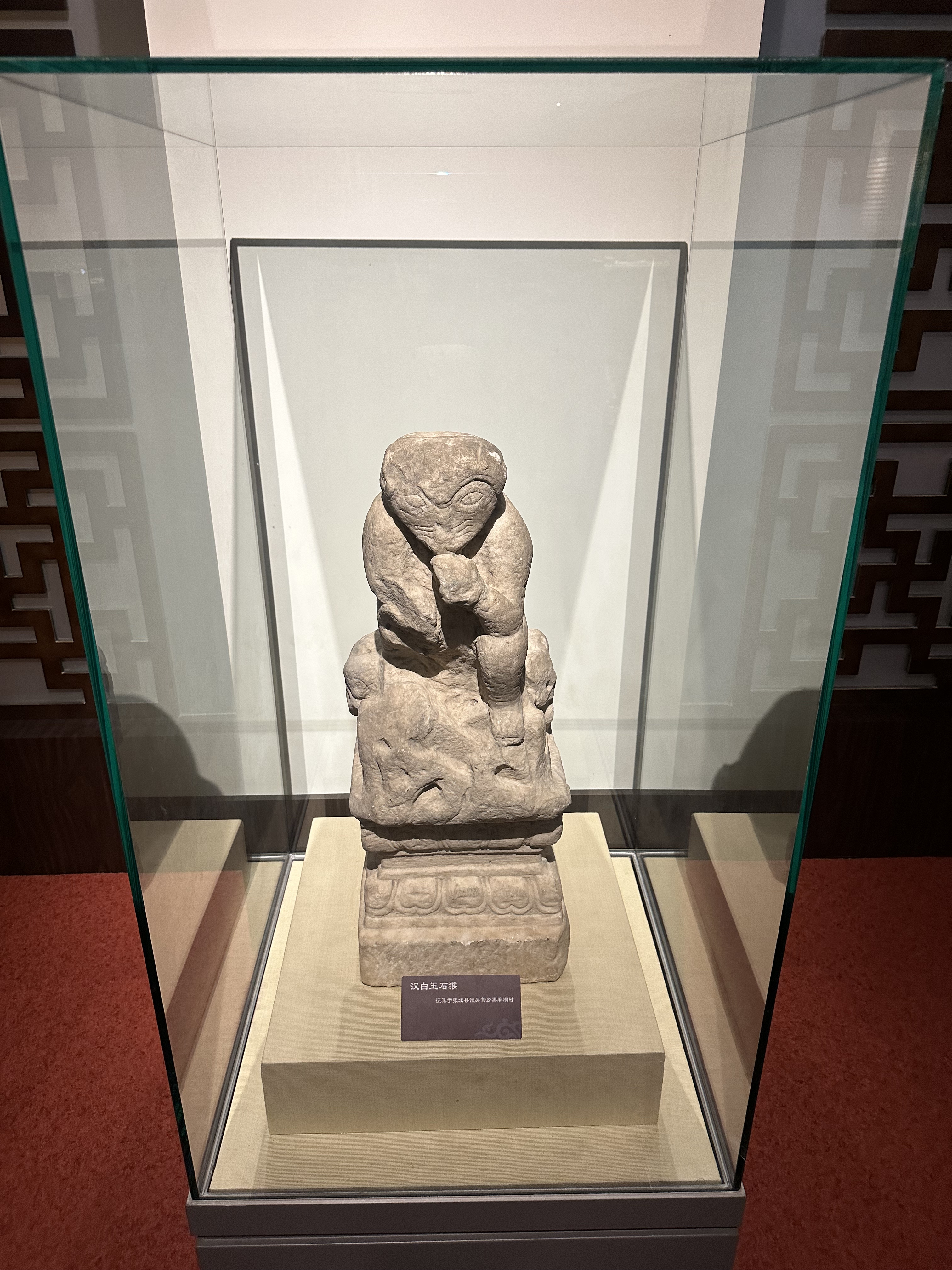
元中都博物馆展出的汉白玉石猴